# ラクト-N-ビオシダーゼ
ラクト-N-ビオシダーゼ(Lacto-N-biosidase, EC 3.2.1.140)は、系統名をオリゴ糖 ラクト-N-ビオシルヒドロラーゼ(oligosaccharide lacto-N-biosylhydrolase)という酵素である。以下の化学反応を触媒する。
(1) β-D-Gal-(1->3)-β-D-GlcNAc-(1->3)-β-D-Gal-(1->4)-D-Glc + 水 {\displaystyle \rightleftharpoons } β-D-Gal-(1->3)-D-GlcNAc + β-D-Gal-(1->4)-D-Glc
(2) ラクト-N-テトラオース + 水 {\displaystyle \rightleftharpoons } ラクト-N-ビオース + ラクトース
ストレプトマイセス属由来の酵素は、β-D-Gal-(1->3)-β-D-GlcNAc-(1->3)-β-D-Gal-(1->R)構造を含むオリゴ糖の非還元末端のラクト-N-ビオシル残基(β-D-Gal-(1->3)-D-GlcNAc)を特異的に加水分解する。